# Гамболо
Гамболо (итал. Gambolò) — коммуна в Италии, располагается в регионе Ломбардия, в провинции Павия.
Население составляет 10 040 человек (2008 г.), плотность населения составляет 191 чел./км². Занимает площадь 51 км². Почтовый индекс — 27025. Телефонный код — 0381.
Покровителем коммуны почитается святой Гетулий из Тиволи, празднование в четвёртое воскресение октября.

## Демография
Динамика населения:

## Города-побратимы
- Кир, Греция
- Малпилсский край, Латвия

## Администрация коммуны
- Официальный сайт: http://www.comune.gambolo.pv.it/